# Jan Szyjkowski
Jan Szyjkowski (Szyikowski) (ur. 18 października 1721 w Ostrołęce, zm. 18 grudnia 1797) – polski duchowny rzymskokatolicki, biskup pomocniczy łucki na okręg brzeski.

## Życiorys
8 czerwca 1754 otrzymał święcenia diakonatu, a 23 czerwca 1754 prezbiteriatu. Od 1755 do śmierci był proboszczem parafii Narodzenia Najświętszej Maryi Panny i św. Mikołaja w Bielsku Podlaskim. Za jego probostwa zbudowano bazylikę Narodzenia Najświętszej Maryi Panny i św. Mikołaja w Bielsku Podlaskim.
13 listopada 1775 papież Pius VI prekonizował go biskupem pomocniczym łuckim oraz biskupem in partibus infidelium sinopeńskim. 26 maja 1776 przyjął sakrę biskupią z rąk biskupa łuckiego Feliksa Turskiego. Współkonsekratorami byli biskup kijowski Ignacy Franciszek Ossoliński OFMConv oraz biskup pomocniczy inflancki Konstanty Sosnowski OSPPE.
Biskupem pomocniczym łuckim był do śmierci. Pochowany w bielskiej bazylice.